# John Paul Scott
John Paul Scott (3 janvier 1927 - 22 février 1987) est un criminel américain, connu pour être le seul prisonnier s'étant évadé de la prison d'Alcatraz à avoir réussi à rejoindre San Francisco à la nage. Il a néanmoins été repris par la police immédiatement après son évasion.

## Jeunesse
John Paul Scott naît le 3 janvier 1927 à Springfield. Vétéran de l'Air Force, il a du mal à s'adapter à la vie civile et se tourne vers le crime. Après avoir braqué des banques à Lexington, une ville de son état natal, le Kentucky, et avoir possédé des armes à feu de manière illégale, John Paul Scott est condamné à 30 ans d'emprisonnement. Il est d'abord incarcéré au pénitencier fédéral d'Atlanta, mais, après avoir tenté de s'en évader, il est transféré au pénitencier d'Alcatraz en 1959.

## Tentative d'évasion d'Alcatraz
Emprisonné à Alcatraz, Scott y reçoit le numéro de matricule #1403-AZ et travaille dans les cuisines du pénitencier. Avec l'aide d'un autre détenu, Darl Dee Parker, 31 ans, condamné à 50 ans de prison pour braquage à main armée, il scie les barreaux d'une fenêtre de la cuisine, grâce aux nombreux outils qui s'y trouvent. Le 16 décembre 1962, dans la soirée, les deux détenus descendent par la fenêtre grâce à une corde, mais Parker se blesse en descendant. Scott l'abandonne et s'enfuit seul. Il avait volé des gants en caoutchouc, les avait gonflés d'air pour en faire des sortes de brassards et les a cousus sous ses vêtements pour pouvoir flotter et rejoindre la rive de San Francisco à la nage. Il parvient à rejoindre San Francisco mais il est retrouvé par des adolescents près de Fort Point sous le Golden Gate Bridge, inconscient et souffrant d'hypothermie et d'épuisement. À Alcatraz, son évasion n'est remarquée que le lendemain matin à 7 heures 40 et Scott est repris par la police vingt minutes après sa découverte par les adolescents. Après sa convalescence à l'hôpital militaire de Letterman, il est aussitôt renvoyé au pénitencier d'Alcatraz,.
Il semblait impossible de s'échapper d'Alcatraz à la nage. La température saisonnière de l'eau dans la baie est d'environ 12 °C en décembre et le courant peut dépasser les 6 nœuds. Citant ces faits, ainsi que les visites occasionnelles de grands requins blancs et de rochers aiguisés comme des rasoirs, les agents de la prison avaient découragé la plupart des tentatives d'évasion. Lorsque Frank Morris, John Anglin et Clarence Anglin s'étaient évadés et avaient disparu six mois plus tôt, les responsables de la prison avaient déclaré qu'ils s'étaient probablement noyés (bien que le FBI les ait simplement répertoriés comme disparus). L'évasion de Scott a ébranlé ce raisonnement. Pour la première fois, il a été prouvé qu'un prisonnier pouvait s'échapper (ne serait-ce que temporairement) en nageant. L'évasion de Scott a donc davantage ébranlé la réputation d'Alcatraz, ce qui a fortement pesé lors de la décision du gouvernement fédéral de fermer ce pénitencier en 1963.

## Fin de vie
Après la fermeture de la prison d'Alcatraz en 1963, Scott est transféré au pénitencier fédéral de Leavenworth, puis dans celui de Marion, dans l'Illinois, d'où il essaye de nouveau de s'évader, sans succès. Il est alors transféré plusieurs années à la prison d'Oak Park Heights (en), dans le Minnesota.
Il meurt le 22 février 1987 à l'institution correctionnelle fédérale de Terminal Island, à Los Angeles.